# Acacia macroloba
Acacia macroloba é uma espécie de leguminosa do gênero Acacia, pertencente à família Fabaceae.